# Moon Eui-jae
Moon Eui-jae (* 10. Februar 1975 in Daejeon, Südkorea) ist ein südkoreanischer Ringer. Er gewann bei den Olympischen Spielen 2000 und 2004 je eine Silbermedaille im freien Stil im Welter- bzw. Mittelgewicht.

## Werdegang
Moon Eui-jae begann als Jugendlicher 1988 mit dem Ringen. Er konzentrierte sich voll auf den freien Stil, entwickelte sich schnell und wurde 1993 südkoreanischer Juniorenmeister. Wie in Südkorea üblich wurde er während seiner ganzen Karriere von dem Industrieunternehmen Samsung Corporation Seoul gesponsert. Sein Trainer war der frühere Weltklasseringer Park Jung-soon.
Sein erster Einsatz bei einer großen internationalen Ringerveranstaltung fand 1994 bei den Goodwill Games in Sankt Petersburg statt. Als international unerfahrener Ringer kam er dort im freien Stil im Weltergewicht auf den 7. Platz. Ein Jahr später startete er bei der Juniorenweltmeisterschaft (Espoirs = Altersgruppe bis zum 20. Lebensjahr) in Teheran. Er kämpfte sich dort bis in das Finale durch und unterlag in diesem dem Russen Buwaissar Saitijew. Auf diesen Ausnahmeringer traf er in seiner Karriere, die bis 2004 dauern sollte, noch häufig. Er konnte diesen aber nie besiegen.
1997 siegte Moon erstmals bei der asiatischen Meisterschaft im Weltergewicht vor dem Mongolen Tümen-Öldsiin Mönchbajar und dem Usbeken Saygid Katinovasov. Im gleichen Jahr belegte er bei den Ostasiatischen Spielen in Busan im Weltergewicht den 2. Platz. Er musste sich hier dem Kasachen Magomed Kuruglijew geschlagen geben. Bei seiner ersten Teilnahme an einer Weltmeisterschaft 1997 in Krasnojarsk gelangen ihm vier Siege. Nach Niederlagen gegen Buwaissar Saitijew und Kamil Kocaoğlu, Türkei, erreichte er schließlich den 5. Platz.
1998 wurde Moon Eui-jae in Teheran erstmals Vizeweltmeister. Auf dem Weg in das Finale, in dem er wiederum Buwaissar Saitijew unterlag, besiegte er dabei u. a. auch den deutschen Spitzenringer Alexander Leipold. Nicht ganz so gut lief es für ihn bei der Weltmeisterschaft 1999 in Ankara. Nach drei Siegen unterlag er dort dem US-Amerikaner Joe E. Williams und kam auf den 6. Platz.
Bei den Olympischen Spielen 2000 in Sydney erkämpfte sich Moon Eui-jae mit vier Siegen im Weltergewicht eine Bronzemedaille. Im Halbfinale dieser Spiele verlor er dabei gegen Alexander Leipold, der Olympiasieger wurde, nach Punkten. Nach den Spielen wurde Leipold wegen Dopings disqualifiziert. Moon rückte deshalb einen Platz auf und erhielt die Silbermedaille zugesprochen.
Im Jahre 2001 wurde Moon in Sofia im Weltergewicht erneut Vizeweltmeister. Es war wiederum Buwaissar Saitijew, der ihn im Finale besiegte. Im Jahre 2002 wechselte er in die nächsthöhere Gewichtsklasse, das Mittelgewicht. Er gewann in dieser Gewichtsklasse bei den Asienspielen in Busan das Turnier im Mittelgewicht vor Magomed Kuruglijew und Schamil Alijew aus Tadschikistan. Bei der Weltmeisterschaft dieses Jahres war er nicht am Start.
Bei der Weltmeisterschaft 2003 in New York traf er nach zwei siegreichen Kämpfen in seinem dritten Kampf auf den Russen Saschid Saschidow, dem er nach Punkten unterlag. Mit dieser Niederlage schied er aus und kam nur auf den 11. Platz. Bei den Olympischen Spielen 2004 in Athen konnte er erfolgreich Revanche an Saschid Saschidow nehmen, er besiegte ihn nach Punkten. Außerdem siegte er auch noch über so starke Ringer wie Miroslaw Gotschew aus Bulgarien, Mogamed Ibragimov aus Mazedonien und Taras Danko aus der Ukraine. Er stand nach diesen Siegen im Finale dem US-Amerikaner Cael Sanderson gegenüber, gegen den er knapp nach Punkten verlor. Er gewann damit seine zweite olympische Silbermedaille.
Nach Athen beendete Monn Eui-jae seine Laufbahn als Ringer. Er ist heute bei Samsung Corporation als Ringertrainer tätig.

## Internationale Erfolge
(OS = Olympische Spiele, WM = Weltmeisterschaft, F = freier Stil, We = Weltergewicht, damals bis 74 bzw.76 kg Körpergewicht, Mi = Mittelgewicht, damals bis 84 kg Körpergewicht)
- 1994, 7. Platz, Goodwill Games in Sankt Petersburg, F, We, Sieger: Nasir Gadžihanov, Russland vor David Schultz, USA;

- 1995, 2. Platz, Junioren-WM (Espoirs), F, We, hinter Buwaissar Saitijew, Russland u. vor Abolfazli Zeinalnia, Iran u. Árpád Ritter, Ungarn;

- 1997, 1. Platz, Asiatische Meisterschaft, F, We, vor Tümen-Öldsiin Mönchbajar, Mongolei, Saygid Katinovasov, Usbekistan u. Magomed Kuruglijew, Kasachstan;

- 1997, 2. Platz, Ostasiatische Spiele in Busan, F, We, hinter Magomed Kurugliew u. vor Mönchbajar Tumenultsa;

- 1997, 5. Platz, WM in Krasnojarsk, F, We, mit Siegen über Thomas Coppola, Großbritannien, Dan St. John, USA, Niederlagen gegen Buwaissar Saitijew u. Kamil Kocaoğlu, Türkei u. einem Sieg über Eduard Aljaksejenka, Belarus;

- 1998, 1. Platz, FILA-Turnier in Clermont-Ferrand, F, We, vor Gurami Mtschedlidse, Ukraine u. Mönchbajar Tumenultsa;

- 1998, 2. Platz, WM in Teheran, F, We, mit Siegen über Nurbek Isabekow, Kirgisistan, Nuri Zengin, Türkei, Eduard Aljaksejenka u. Alexander Leipold, Deutschland u. einer Niederlage gegen Buwaissar Saitijew;

- 1998, 1. Platz, Asienspiele in Bangkok, F, We, vor Kenji Koshiba, Japan u. Ruslan Welijew, Kasachstan;

- 1999, 6. Platz, WM in Ankara, F, We, mit Siegen über Elşad Allahverdiyev, Aserbaidschan, Alexander Kachniaschwili, Georgien u. Radion Kertanti, Slowakei u. einer Niederlage gegen Joe E. Williams, USA;

- 2000, Silbermedaille, OS in Sydney, F, We, mit Siegen über Alik Mussajew, Ukraine, Reinhold Ozoline, Australien, Marcin Jurecki, Polen u. Adem Bereket, Türkei u. einer Niederlage gegen Alexander Leipold; Leipold wurde nach den Spielen wegen Dopings disqualifiziert. Damit rückte Moon hinter den US-Amerikaner Brandon Slay auf den Silberplatz;

- 2001, 1. Platz, Ostasienspiele in Osaka, F, We, vor Gennadi Lalijew, Kasachstan u. Kunihiko Obata, Japan;

- 2002, 2. Platz, WM in Sofia, F, Mi, mit Siegen über Felix Polianidis, Griechenland, Phan Thanh Quyer, Vietnam, Árpád Ritter u. Radion Kertanti u. einer Niederlage gegen Buwaissar Saitijew;

- 2002. 2. Platz, Weltcup in Spokane, USA, F, Mi, hinter Chadschimurad Gazalow, Russland u. vor Lee Fullhart, USA u. Nicholas Ugoalah, Kanada;

- 2002, 1. Platz, Asienspiele in Busan, F, Mi, vor Magomed Kuruglijew u. Schamil Alijew, Tadschikistan;

- 2003, 11. Platz, WM in New York City, F, Mi, mit Siegen über Anthony Fasugla, Italien u. Matar Sene, Senegal u. einer Niederlage gegen Saschid Saschidow, Russland;

- 2003, 1. Platz, Asiencup in Almaty, F, Mi, vor Narantsetsegiin Bürenbaatar, Mongolei, Wadim Tokajew, Kasachstan u. Magomed Kuruglijew;

- 2004, 4. Platz, Olympia-Qualifikationsturnier in Bratislava, F, Mi, hinter Eldar Assanow, Ukraine, Hidekazu Yokoyama Japan u. Feridun Ghanbaripizar, Iran;

- 2004, 2. Platz, Asiatische Meisterschaft in Teheran, F, Mi, hinter Feridun Ghanbaripizar u. vor Magomed Kuruglijew u. Hassan Fadil, Irak;

- 2004, Silbermedaille, OS in Athen, F, Mi, mit Siegen über Mogamed Ibragimov, Mazedonien, Miroslaw Gotschew, Bulgarien, Taras Danko, Ukraine u. Saschid Saschidow u. einer Niederlage gegen Cael Sanderson, USA